# Тиери Ермес
Тиери Ермес (на френски: Thierry Hermès, роден на 10 януари 1801 г., Крефелд, Рур, Първа френска република, починал на 10 януари 1878 г., Ньой сюр Сен) е Френски бизнесмен и моден дизайнер. Основател на модната къща Hermès. Първоначално Ермес основава фирмата си през 1837 г. като компания за ръчно производство на конски сбруи, седла и др., необходими за светските карети, двуколки, каляски и др. под. С течение на времето предприятието му се разраства. Майсторството на Тиери води до увеличаване на клиентелата му. Скоро той става изключително известен, а продуктите му се радват на голяма популярност. Сред клиентите са самият император на Франция Наполеон III и съпругата му Евгения де Монтихо. Създаденият от него бизнес при неговите наследници от следващите поколения се развива от сбруи и седла до куфари, чанти, ципове и т.н., с които днес се слави марката Hermès.
Оттогава Maison Thierry се превръща в едно от най-известните модни предприятия във Франция. Днес френската модна къща е съвместна собственост на семейство Ермес и Д. Релен, бизнесмен и председател на акционерното дружество Hermès. Нещо повече, въпреки дългата история на модна къща Hermès, никой от нейните собственици (предимно членове на старата фамилия Ермес) никога не си е помислял да продаде такова успешно предприятие на големи холдинги, и тя остава една от най-луксозните френски модни къщи.